# César Alba
César Alba y Fúster (Madrid, 15 de diciembre de 1941) es un antiguo diplomático español.

## Carrera diplomática
Licenciado en Derecho, ingresó en 1971 en la carrera diplomática. Estuvo destinado en las representaciones diplomáticas españolas en Siria, Austria, Sudáfrica, Comunidad Europea y Argentina. Fue director de Relaciones con la Asociación Europea de Libre Comercio (EFTA), en la Dirección General de Relaciones Económicas Internacionales y embajador de España en Kuwait, Brasil y Gabón. En 2003 fue designado segundo jefe en la embajada de España en Tokio y de 2006 a 2009 fue cónsul general de España en Bombay.